# Даніела Л. Рус
Рус Даніела Леонідівна (нар 1962/1963 (вік 61–62)) — румунсько-американський вчений-інформатик. Вона працює директором Лабораторії комп'ютерних наук і штучного інтелекту Массачусетського технологічного інституту (CSAIL) і професором Ендрю та Ерни Вітербі на кафедрі електротехніки та комп'ютерних наук (EECS) Массачусетського технологічного інституту. Вона є автором книг Computing the Future, The Heart and the Chip: Our Bright Future with Robots і The Mind's Mirror: Risk and Reward in the Age of AI .

## Біографія

### Молодість і освіта
Даніела Л. Рус народилася в Румунії до того, як разом із батьками емігрувала до Сполучених Штатів. Її батько, Теодор Рус, є почесним професором інформатики в Університеті Айови.
У 1985 році Рус отримала ступінь бакалавра наук зі спеціальностями інформатика та математика в Університеті Айови. У 1990 році вона отримала ступінь магістра з інформатики та доктора філософії з інформатики в 1993 році в Корнельському університеті. Її докторським радником був Джон Гопкрофт, а її докторська дисертація мала назву «Планування тонкого руху для спритних маніпуляцій».

### Кар'єра
Рус розпочала свою академічну кар'єру як професор кафедри комп'ютерних наук у Дартмутському коледжі, перш ніж переїхати до Массачусетського технологічного інституту в 2004 році. З 2012 року вона обіймала посаду директора Лабораторії комп'ютерних наук і штучного інтелекту Массачусетського технологічного інституту (ЛКНШІ), яка з більш ніж 125 викладачами та понад 1700 членами є найбільшою міжкафедральною дослідницькою лабораторією університету.
Будучи директором CSAIL, вона започаткувала низку дослідницьких програм та ініціатив, зокрема програму ШІ Прискорювач, Спільний дослідницький центр Toyota-CSAIL, Дослідницькі спільноти (ДС), постдокторську програму під назвою METEOR, Future of Data Trust and Privacy, Програми машинного навчання, Fintech, Кібербезпека. Як керівник лабораторії розподіленої робототехніки ЛКНШІ, Рус зосереджує свої дослідження на науці та інженерії автономії з метою розробки систем, які легко інтегруються в життя людей, щоб підтримувати їх у когнітивних і фізичних завданнях.

### Організації
Рус є членом Національної академії інженерії (НАІ, Американської академії мистецтв і наук (ААМН), Національної академії наук (НАН) і членом АОМ, АРШІ та ІІЕЕ. Вона також була лауреатом нагороди NSF Career, стипендії Фонду Альфреда П. Слоуна та стипендії Макартура 2002 року.

## Дослідження
Rus опублікувала велику колекцію наукових статей, які охоплюють області робототехніки, штучного інтелекту (ШІ), машинного навчання та обчислювального дизайну.
У своїй роботі Рус намагалася розширити уявлення про те, чим може бути робот, досліджуючи такі теми, як м'яка робототехніка, модульні роботи, що самостійно реконфігуруються, робототехніка роя та 3D-друк. Її дослідження наближаються до вивчення науки та техніки автономії як інтегрованих апаратно-програмних засобів або систем тіло-мозок. Вона сказала, що вважає тіло робота критично важливим для «визначення діапазону можливостей робота», а мозок — критично важливим для того, щоб «дозволити тілу реалізувати свої можливості». "
З цією метою вона розробила низку алгоритмів для обчислювального проектування та виготовлення роботів, для підвищення можливостей навчання машин у критично важливих додатках, а також для координації команд машин і людей. Окрім фундаментального внеску в дизайн, контроль, планування та навчання для агентів, Рус також розглянула те, що необхідно роботам для розгортання у світі. Одним із прикладів є її проект із розробки безпілотних автомобілів.
Вона також багато говорила та писала про більші теми в галузі технологій, як-от роль робототехніки та ШІ у майбутньому роботи, AI for Good та computational sustainability.
Русь також активно займалася підприємницькою діяльністю. Вона була співзасновником компаній LiquidAI, ThemisAI, Venti Technologies і The Routing Company.
Рус також займається корпоративним управлінням. У березні 2023 року логістична компанія Symbotic призначила її до ради директорів. У жовтні 2023 року компанія AI SaaS SymphonyAI призначила її до своєї ради директорів, де вона працює досі з липня 2024 року.

### Робототехніка
Рус внесла деякі з перших алгоритмів багатороботної системи з гарантованою продуктивністю в розподілену робототехніку, запровадивши підхід теоретико-контрольної оптимізації для адаптивної децентралізованої координації. Ключем до цих результатів є тісний зв'язок між сприйняттям, контролем і спілкуванням. Алгоритми керування децентралізовані, адаптивні та доказово стабільні.
Її група розробила самоналаштовуючих модульних роботів, які можуть змінювати свої фізичні структури для виконання різних завдань. Це включає в себе набори роботизованих кубів, які використовують кутовий рух для збирання в різні утворення, і керованих магнітом роботів, які можуть ходити, плавати та ковзати, використовуючи різні екзоскелети, що розчиняються. Вона також працювала над алгоритмами для роботів, які літають зграями, і для човнів, які автономно переміщаються по каналах Амстердама та самозбираються як плавучі конструкції.
Рус була першим учасником галузі м'якої робототехніки, яка, на думку деяких дослідників, може перевершити традиційну жорстку робототехніку в різних людських середовищах. Її робота представила автономні автономні роботизовані системи, такі як підводна «риба», яка використовується для дослідження океану і спритні руки, які можуть хапати різноманітні об'єкти. Рус створив недорогі конструкції та технології виготовлення ряду роботів на основі кремнію та роботів для 3D-друку з метою полегшити нефахівцям створення власних.
Її проекти часто черпали натхнення в природі, зокрема роботизована риба та схожий на хобот робот із сенсорними датчиками. Вона також досліджувала потенціал надзвичайно малих роботів, таких як орігамі-робот, який може розгортатися в шлунку людини, щоб зашити рани. Інша робота була пов'язана з роботами для низки логістичних середовищ, включно з роботом, який може дезінфікувати підлогу складу за 30 хвилин.

### Машинне навчання
Рус та її команда намагаються вирішити деякі ключові проблеми за допомогою сучасних методів машинного навчання, включаючи якість даних і упередженість, пояснюваність, узагальненість і стабільність. Вона працює над новим класом моделей машинного навчання, які вона називає «рідкими мережами», які можуть точніше оцінювати невизначеність, краще розуміти причинно-наслідкові зв'язки завдань і навіть можуть постійно адаптуватися до нових введення даних а не лише навчання під час фази навчання. Дослідження Rus також включали розробку систем машинного навчання для низки випадків використання та галузей, у тому числі для автономних технологій для транспортних засобів на землі, у повітрі та на морі. Вона працювала над алгоритмами для покращення автономного водіння в складних дорожніх умовах, від сільських доріг до сніжної погоди, а також випустила механізм моделювання з відкритим кодом, який дослідники можуть використовувати для тестування своїх алгоритмів для автономних транспортних засобів.

### Взаємодія людина/робот
Багато проектів Distributed Robotics Lab були зосереджені на забезпеченні більш плавної та природної взаємодії та співпраці між людьми та роботами. Рус створила системи зворотного зв'язку, які дозволяють користувачам підсвідомо повідомляти за допомогою мозкових хвиль, чи помилився робот у виробничому середовищі. Використовуючи переносні датчики на тілі, вона розробила системи, які дозволяють користувачам більш плавно керувати дронами і працювати з ними для підйому та транспортування вантажів.
Її група також працювала над проектами, спрямованими на допомогу людям з фізичними вадами. Вони співпрацювали з Фондом Андреа Бочеллі для створення переносних систем, щоб допомогти людям із вадами зору, а також «розумної рукавички», яка використовує машинне навчання для перекладу жестової мови.

### Обчислювальне проектування та виготовлення
Останніми роками Рус працювала із колегою з Массачусетського технологічного інституту Войцехом Матусіком над створенням методів 3D-друку роботів та інших функціональних об'єктів, які часто виготовляються з різних типів матеріалів. У неї є надруковані на 3D-принтері м'які роботи з вбудованою електронікою, предмети з регульованими механічними властивостями і навіть «розумні рукавички», які можуть допомогти людям із проблемами координації рухів виконувати завдання. Її група розробила методи 3D-друку матеріалів, щоб відчути, як вони рухаються та взаємодіють із навколишнім середовищем, які можна використовувати для створення м'яких роботів, які мають певне розуміння власної пози та рухів.

## Нагороди
У 2017 році Рус увійшла до списку Forbes «Неймовірні жінки, які просувають дослідження ШІ».
У 2015 році Рус була обраною членом Національної інженерної академії за внесок у розподілені роботизовані системи.
Вибраний список її нагород включає:
- 2025 Лауреат медалі Едісона IEEE
- 2024 Обранна членом Національної академії наук[41]
- 2024 Нагороджена медаллю Джона Скотта
- 2024 The Boston Globe 's Tech Power Players 50[42]
- 2023 IEEE Robotics and Automation Technical Award[43]
- 2022 Schmidt Futures ' AI2050 Fellow[44]
- 2022 The Boston Globe 's Tech Power Players 50[45]
- 2021 AI Magazine 10 найкращих жінок у AI[46]
- 2021 100 найкращих жінок у техніці (16)[47]
- 2020 Призначена до наукової ради Білого дому[48]
- 2020 IJCAI Премія Джона МакКарті[49]
- 2019 Mass TLC Innovation Catalyst Award[50]
- 2018 IEEE Pioneer in Robotics and Automation Award[51]
- 2017 Engelberger Robotics Award[52]
- 2021 Обрана членом Американської асоціації сприяння розвитку науки
- 2017 Обрана членом Американської академії мистецтв і наук
- 2015 Обрана членом Національної інженерної академії
- 2015 Обрана членом Асоціації обчислювальної техніки
- 2009 Обрана членом Асоціації з розвитку штучного інтелекту (AAAI)
- 2002 Нагороджена стипендією Макартура («геніальний грант»)

## Книги
- Даніела Рус з Адамом Коннером-Саймонсом, Обчислення майбутнього: Десятиліття інновацій в MIT CSAIL, Кембридж, MIT Press, 2023, ISBN 979-8-218-27291-3.
- Даніела Рус і Грегорі Моне, «Серце і мікросхема: наше світле майбутнє з роботами», Нью-Йорк, WW Norton & Company, 2024, ISBN 978-1-324-05023-0.
- Даніела Рус і Грегорі Моне, «Дзеркало розуму: ризик і винагорода в епоху ШІ», Нью-Йорк, WW Norton & Company, 2024 р., ISBN 978-1-324-07932-3.